# Terre promise (film, 2004)
Pour le film de Gus Van Sant, voir Promised Land "Terre promise".
Pour plus de détails, voir Fiche technique et Distribution.
Terre promise (Promised Land ; en hébreu הארץ המובטחת) est un film franco-israélien d'Amos Gitaï sorti en 2004.

## Synopsis
Une nuit dans le désert du Sinaï, au clair de lune, un groupe d'hommes et de femmes se réchauffe autour d'un feu de camp. Les femmes viennent d'Europe de l'Est, les hommes sont des Bédouins. Demain, ils passeront la frontière en secret et les femmes seront vendues aux enchères. Elles passeront de main en main, victimes d'un réseau de prostitution.
Une nuit, dans un club, Diana fait la connaissance de Rose. Elle la supplie de l'aider. Leur rencontre est un signe d'espoir dans la situation difficile que vivent ces femmes.

## Fiche technique
- Réalisateur : Amos Gitaï
- Scénariste : Marie-Jose Sanselme
- Producteur : Amos Gitaï et Michael Tapuach
- Coproducteur : Alain Mamou-Mani et Michel Propper
- Directeur de la photographie : Caroline Champetier
- Monteuse : Isabelle Ingold et Yann Dedet
- Genre : drame
- Durée : 90 minutes
- Pays :  Israël,  France
- Dates de sortie : 
  - Israël : 2004
  - France : 12 janvier 2005

## Distribution
- Rosamund Pike : Rose
- Diana Bespechni : Diana
- Anne Parillaud : Anne
- Hanna Schygulla : Hanna
- Yussuf Abu-Warda : Yussuf
- Amos Lavie : Hezi
- Connie Sawyer : Hazel
- Melinda Page Hamilton : Marisa

## Distinctions
Amos Gitaï a reçu le CinemAvvenire Award lors du Festival de Venise 2004.